# Шершун, Богдан Николаевич
Богда́н Никола́евич Ше́ршун (укр. Богдан Миколайович Шершун; 14 мая 1981[…], Хмельницкий — 7 января 2024, Бельгия) — украинский футболист, защитник.

## Игровая карьера
Родился 14 мая 1981 года в городе Хмельницкий.

### Клубная
Воспитанник днепропетровского спортивного интерната (тренер Игорь Ветрогонов) и футбольной школы днепропетровского «Днепра».
Перешёл в московский ЦСКА из днепропетровского «Днепра» зимой 2001 года, поскольку в «Днепре» проигрывал конкуренцию Владимиру Геращенко.
За ЦСКА дебютировал 23 марта 2002 года в матче против московского «Динамо». Первый гол забил 6 октября 2002 года в ворота петербургского «Зенита».
Во всех турнирах он провёл 81 матч за ЦСКА и забил 2 гола. В составе ЦСКА Шершун дважды выиграл чемпионат России и стал обладателем Кубка УЕФА 2004/2005.
В связи с тем, что в ЦСКА ему не хватало игровой практики, летом 2005 года Шершун вернулся в «Днепр», подписав 25 июля трёхлетний контракт с клубом.
В 2008 году был зафиксирован максимальный трансферный ценник Шершуна как игрока, составивший 1,5 миллиона евро.
С 2009 года выступал на правах аренды за киевский «Арсенал». 21 июля 2010 года подписал с киевским клубом полноценный контракт по системе «2+1». Летом 2012 года подписал контракт с криворожским «Кривбассом». В команде взял 4-й номер. В июне 2013 года на правах свободного агента подписал контракт с луцкой «Волынью».
Летом 2014 года покинул «Волынь». Пребывал на просмотре в «Динамо» (Тбилиси), но до подписания контракта дело так и не дошло. В 2014 году завершил профессиональную игровую карьеру.
Всего за карьеру провёл 369 официальных матчей.

### В сборных
За юношескую сборную Украины Шершун сыграл 12 матчей, забив один гол, за юниорскую — 30 матчей и один гол, за молодёжную — 25 игр и один гол. В составе национальной сборной Украины по футболу он провёл четыре матча в 2003—2006 годах. Дебютировал 11 октября 2003 года в матче со сборной Македонии, матч закончился со счётом 0:0. Главный тренер сборной Украины Олег Блохин, для которого этот матч также стал дебютным на посту тренера сборной Украины, после матча заявил, что был удивлён тому, что Шершуна не вызывали в сборную прежде.
В 2019 году Шершун рассказывал, что тренер ЦСКА и сборной России Валерий Газзаев предлагал ему оформить российский паспорт, обещая его регулярно вызывать в расположение сборной России, но игрок отказался. После этого разговора у Шершуна, с его же слов, уменьшилась игровая практика. В то же время в 2005 году Шершун утверждал, что стал реже попадать в состав после того, как в ЦСКА перешёл Сергей Игнашевич.

## Стиль игры
Выступал на позиции защитника, мог также сыграть опорного полузащитника.

## После футбола
По окончании карьеры работал телевизионным экспертом в области футбола.
Скончался 7 января 2024 года на 43-м году жизни, в одной из клиник в Бельгии, где он лечился. По словам бывшего игрока ЦСКА Ролана Гусева, у Шершуна была опухоль головного мозга. Похоронен на Лезневском кладбище в Хмельницком.

## Достижения
- Чемпион России: 2003[4], 2005
- Вице-чемпион Европы среди юниоров: 2000[4]
- Обладатель Кубка России: 2001/2002, 2004/2005[4]
- Обладатель Кубка УЕФА: 2004/2005[4]